# Propacetamol
A propacetamol (INN) középerős és komoly fájdalom és láz csillapítására szolgáló gyógyszer. A paracetamol prodrugja. Azért fejlesztették ki, mert a paracetamol vizes oldatban nagyon instabil, így az intravénás alkalmazása korábban nehezen volt megoldható. Mára sikerült a paracetamol stabil vizes oldatát előállítani pH-puffer és antioxidáns alkalmazásával
Kombinálható opioidokkal, ezáltal azonos fájdalomcsillapító hatás eléréséhez körülbelül a felére csökkenthető az opioidok szükséges mennyisége.
Intravénás alkalmazáskor nem mutatható ki hatékonyságbeli különbség a propacetamol és a paracetamol között. A propacetamolnál gyakrabban lép fel fájdalom a beadás helyén, ezért a betegek rosszabbul tolerálják, ugyanakkor a poszt-operációs szakaszban ritkábban van szükség fájdalomcsillapító-pótlásra.
A VIII. Magyar Gyógyszerkönyvben Propacetamoli hydrochloridum    néven hivatalos.  

## Alkalmazás
A propacetamol minden gramja fél gram paracetamolnak felel meg. Kb. 8 perccel a beadás után kezd hatni (a paracetamolnál ez az idő kb. 6 perc), de jóval tovább tart a hatása (átlagosan 3 óra, szemben a paracetamolnál mért 2 órával, de mindkét esetben nagyok az egyéni különbségek).
Adagolás: intravénásan vagy intramuszkulárisan 1–2 g 4-óránként. Napi maximális adag 8 g. Gyermekeknél 20-30 mg/tskg, naponta legfeljebb 120 mg/tskg.
Mellékhatások: fájdalom a beadás helyén, májfunkció-változások, emésztőrendszeri panaszok (hányinger, hányás, székrekedés).

## Készítmények
A nemzetközi gyógyszerkereskedelemben:

Önállóan
- Pro-Depon

Hidroklorid formában
- Pro-Dafalgan
- Pro-Efferalgan
- Propacetamol
- Tempra Injections

Magyarországon nincs forgalomban.